# César (football, 1977)
Pour les articles homonymes, voir César.
César Martín Villar dit César, né le 3 avril 1977 à Oviedo, est un footballeur espagnol évoluant au Hercules Alicante au poste de défenseur.

## Carrière
- 1994-1999 : Real Oviedo  Espagne
- 1999-2006 : Deportivo La Corogne  Espagne
- 2006-janvier 2007 : Levante UD  Espagne
- 2007 : Bolton Wanderers  Angleterre
- 2007-2009 : Hercules Alicante  Espagne
- 2009-2010 : Club Deportivo Castellón  Espagne

## Palmarès
- Champion d'Espagne 2000 avec La Corogne
- Vainqueur de la Coupe d'Espagne 2002 avec La Corogne
- Vainqueur de la Supercoupe d'Espagne 2000 et 2002 avec La Corogne